# Bené Benwikere
Bené Sylvion Benwikere (Los Angeles, 3 settembre 1991) è un giocatore di football americano statunitense che gioca nel ruolo di cornerback per i Dallas Cowboys della National Football League (NFL). Al college giocò a football alla St. Jose State University.

## Carriera professionistica

### Carolina Panthers
Benwikere fu scelto nel corso del quinto giro (148º assoluto) del Draft NFL 2014 dai Carolina Panthers. Debuttò come professionista subentrando nella vittoria della settimana 1 contro i Tampa Bay Buccaneers in cui mise a segno 4 tackle e un passaggio deviato. La domenica successiva partì per la prima volta come titolare. La sua stagione da rookie si concluse con 33 tackle in 10 presenze, di cui sei come titolare.

## Palmarès

### Franchigia
- National Football Conference Championship: 1

Carolina Panthers: 2015